# Орбитални мишић
Орбитални мишић (лат. musculus orbitalis) је мали парни мишић главе. Састављен је од глатких мишићних влакана и налази се у покосници очне дупље, која прекрива доњу очну пукотину. Мишић је инервисан од стране симпатикуса, а основна функција му се огледа у благом померању очне јабучице унапред.